# Georg Weidinger

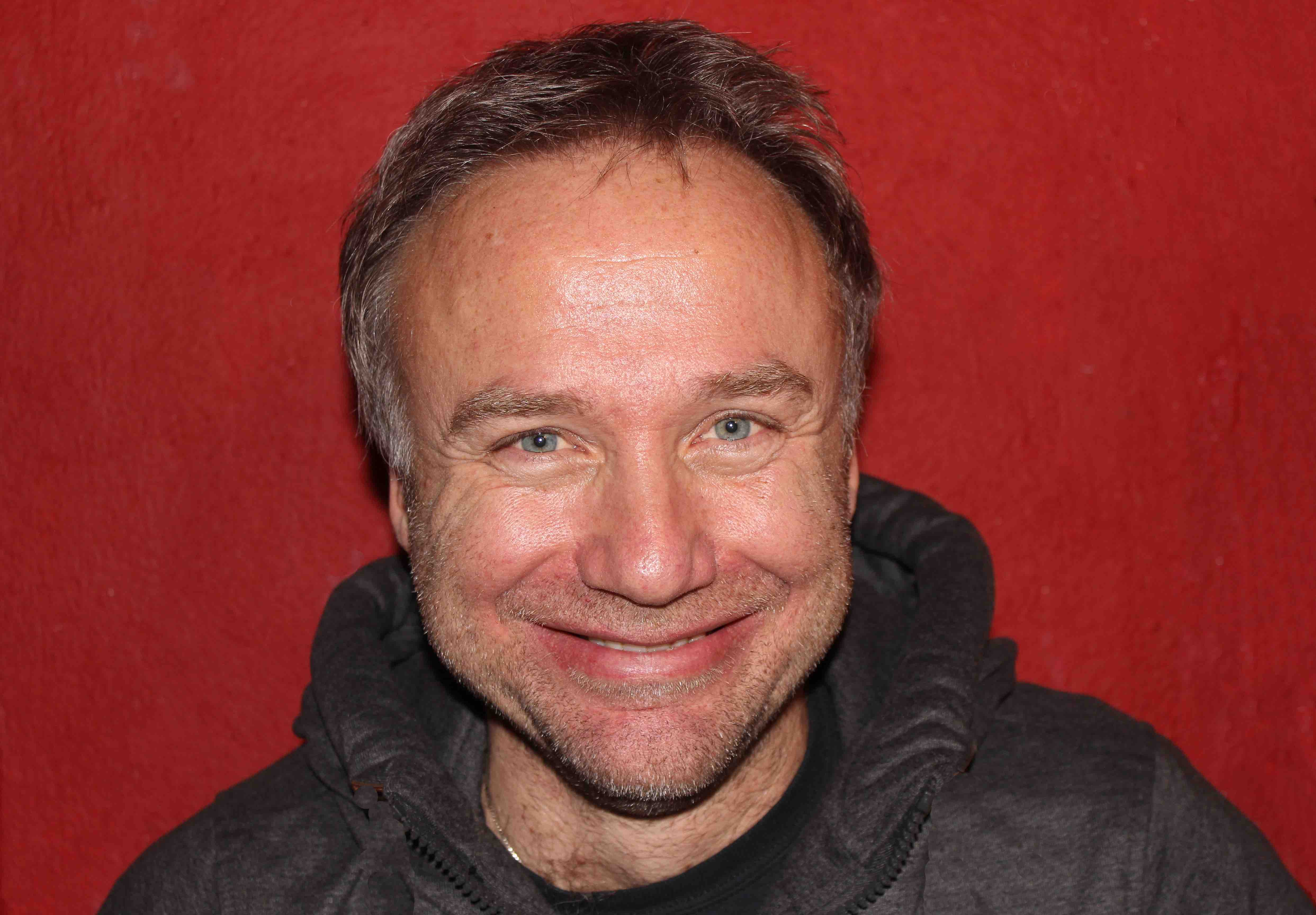
G. Weidinger 2021

Georg Weidinger (* 14. Dezember 1968 in Wien) ist ein österreichischer Autor, Arzt und Musiker.

## Leben
Weidinger erhielt seinen ersten Klavierunterricht im Alter von sechs Jahren. Er besuchte das Kollegium Kalksburg bis zum 14. Lebensjahr, danach das Schottengymnasium in Wien, wo er 1987 die Matura ablegte. Seine medizinische Ausbildung erhielt er an der Medizinischen Fakultät der Universität Wien, wo er 1995 promoviert wurde. Seine musikalische Ausbildung durchlief er am Konservatorium-Privatuniversität der Stadt Wien sowie der Musikuniversität Wien in den Fächern Klavier, Komposition und Elektroakustik, die er 1996 mit einer Diplomarbeit über „Xenakis und die Stochastische Musik“ mit Auszeichnung abschloss. Als Musiker wurde Weidinger bekannt mit Interpretationen von Klaviermusik des 20. Jahrhunderts sowie im Duo mit Adelhard Roidinger. Der Bassist bezeichnete ihn auf Grund seiner Solokonzerte am Klavier als „experimentellen Keith Jarrett“; seine Solokonzerte sind dokumentiert durch zahlreiche Solo-CDs (erschienen bei Ö1, Extraplatte und auf dem eigenen Label klaviermusik.at).
Seit 2002 hält er Seminare, Vorträge und Schulungen; 2012 nahm er eine Lehrtätigkeit für traditionelle chinesische Medizin (TCM) bei der MedChin in Wien auf; seit 2015 ist er Präsident der Österreichischen Gesellschaft für Traditionelle Chinesische Medizin; seit 2016 führt er eigene Lehrgänge in Wiener Neustadt, seit 2018 in Bad Sauerbrunn. Er führt eine Praxis für TCM in Bad Sauerbrunn und lebt als Arzt, Autor und freischaffender Musiker mit seiner Frau und drei Kindern in Forchtenstein, Burgenland.
1996 und 1998 gewann Weidinger den internationalen Kompositionswettbewerb Luigi Russolo in Varese.

## Veröffentlichungen

### Bücher
- Die Heilung der Mitte. Die Kraft der Traditionellen Chinesischen Medizin. Ennsthaler, Steyr 2011, ISBN 978-3-85068-864-2.
- Die tägliche Heilung. Gaufen – Bewegung für jeden Tag. Ennsthaler, Steyr 2014, ISBN 978-3-85068-928-1.
- Die chinesische Hausapotheke. Die wichtigsten Kräuterrezepte für die häufigsten Beschwerden. Goldmann, München 2014, ISBN 978-3-442-22097-7.
- Der Goldene Weg der Mitte. Erkrankungen mit westlicher Medizin verstehen und behandeln. OGTCM Verlag, Wiener Neustadt 2017, ISBN 978-3-96111-470-2.
- Kochbuch zur Heilung der Mitte. Chinesische Medizin für die westliche Welt. OGTCM Verlag, Wiener Neustadt 2018, ISBN 978-3-96111-625-6.
- Der Klang Der Mitte. Geschichten eines musikalischen Chinesenarztes. OGTCM Verlag, Forchtenstein 2019, ISBN 978-3-96443-504-0
- LAUFHAUS. Roman. Greys Verlag, Forchtenstein 2019, ISBN 978-3-96443-312-1
- Arztwerdung. Erzählungen. story one.publishing, Wien 2020, ISBN 978-3-99087-100-3
- Chinesische Medizin gegen Krebs. Prävention-Therapie-Nachsorge, OGTCM Verlag, Forchtenstein 2020, ISBN 978-3-96698-465-2
- Welt-Yoga. Der Weg des wahren Selbst, OGTCM Verlag, Forchtenstein 2020, ISBN 978-3-96698-672-4
- Frei von Angst durch die Heilung der Mitte, Kneipp Verlag, Wien 2021, ISBN 978-3-7088-0808-6
- Das Wunder Immunsystem. Wie es funktioniert & was es stärkt, OGTCM Verlag, Forchtenstein 2021, ISBN 978-3-96966-853-5
- Kochbuch zur Heilung der Mitte II: vegetarisch und vegan. OGTCM Verlag, Forchtenstein 2021, ISBN 978-3-96966-854-2
- Frei von Stress durch die Heilung der Mitte, Kneipp Verlag, Wien 2022, ISBN 978-3-7088-0797-3
- Raus aus der Depression, Kneipp Verlag, Wien 2022, ISBN 978-3-7088-0819-2
- Frei und glücklich durch die Heilung der Mitte, Kneipp Verlag, Wien 2023, ISBN 978-3-7088-0823-9
- Mit der Nadel zur Heilung - Akupunktur zur Selbstanwendung, OGTCM Verlag, Forchtenstein 2023, ISBN 978-3989420069
- Die vollständige chinesische Hausapotheke - Die wichtigsten Kräuterrezepte für den Westen, OGTCM Verlag, Forchtenstein 2024, ISBN 978-3989424654
- Die Georg Weidinger Atemtherapie, Kneipp Verlag, Wien 2024, ISBN 978-3708808451

### Hörbücher
- LAUFHAUS. Hörbuch - gelesen vom Autor selbst, klaviermusik.at-Label, ff027, Forchtenstein 2022

### Tonträger (CDs)
- CHILI ON THE DANCEFLOOR (DJ Fengur, electronic dancefloor, ff030, 2023)
- DIGIMANIA (Werner Kodytek - voice, Georg Weidinger - piano & electronics; ff029, 2023)

- FIRST CONTACT (Werner Kodytek - voice, Georg Weidinger - piano & electronics; ff028, 2022)
- WEINBERG 99 (Adelhard Roidinger - double bass, Georg Weidinger - piano; 2022, ff026, recording 1999, re-mastered 2022)
- SINFONIA No 2 „FANFARA“ (für Orchester in drei Sätzen, ff025, 2021, recording 2021)
- LONDON CALLING (Georg Weidinger Trio: pf, db, pc, electronics by G. Weidinger, ff024, 2021)
- BEHIND THE SILENCE (Georg Weidinger Trio: pf, db, pc by G. Weidinger, ff023, 2020)
- MOZART PLUS (Klavierwerke von Mozart und Weidinger, ff022, 2020)
- new digital edition: DIE MUSIK ZUR HEILUNG DER MITTE (ff021, 2019)
- obsessive piano III (ff020, 2019)
- LAUFHAUS. Buchmusik (Musik zum gleichnamigen Roman, ISBN 978-3-96698-039-5, ff019, 2019)
- DISTROFIA (Sinfonia No 1, für Chor und Orchester in drei Sätzen in sechzehn Bildern, 2019, ff018, recording 2019)
- STRING QUARTET 1 & 2 (die ersten beiden Streichquartette von Weidinger), (ff017, 2019)
- GAMES OF ORCHESTRA (10 Stücke für Kammerorchester von Weidinger), (ff016, 2019)
- new digital edition: VIENNA CONCERT (ff015, 2019)
- new digital edition: BRIGHT SIDE (ff014, 2019)
- new digital edition: QUIET NIGHTS (ff005, 2019)
- Der Klang der Mitte (Klavier- und Ensemblewerke von Weidinger), (ff013, 2019)
- SONATA (Klavierwerke von Mozart, Schubert, Weidinger), (ff012, 2019)
- Requiem für Franziska (ff011, 2018)
- Blüten der Romantik (Klavierwerke von Boulanger, Chopin, Debussy, Ravel, Satie, Schubert, Schumann), (ff010, 2018)
- new digital edition: Into the Light: Concert for Piano, Voice and Live-Electronics (ff007, 2018)
- new digital edition: 95-99: Verschränkungen, Elektroakustische Musik (ff004, 2018)
- new digital edition: Burn! Concerto for Piano and Live-Electronics (ff006, 2018)
- Bach – Hindemith (ff009, 2017)[4]
- Quiet Moments (ff008, 2016)
- new digital edition: dark side (ff003, 2016)
- new digital edition: obsessive piano two (ff002, 2016)
- new digital edition: obsessive piano one (ff001, 2016)
- Die Musik zur Heilung der Mitte (Ennsthaler 2014)
- bright side (ORF-CD, 2009)
- into the light (ff007, 2008)
- quiet nights (ORF-CD 377, 2004)
- burn! (ff006, 2001)
- Vienna Concert 2000 (ex 476-2, 2000)
- dark side (ff003, 2000)
- obsessive piano part two (ff002, 1999)
- obsessive piano part one (ff001, 1998)
- 96-99 (ff004, 1996–99)

### Kompositionen
Orchesterwerke:
- „Lautes Schweigen 2“ (für Orchester, 1995; UA Kons. d. St. Wien 1995)
- „Amen“ (für Chor, Cembalo, Streichorchester, 1995; UA Stift Zwettl 1995)
- „REQUIEM für Franziska“ (für Chor, Orchester, Klavier, Orgel, zwei Solostimmen, eine Sprechstimme und Live-Electronics, 2018, recording 2018)
- „Games of Orchestra“, Season I, (10 Stücke für Kammerorchester, 2019, recording 2019)
- „DISTROFIA“ (Sinfonia No 1, für Chor und Orchester in drei Sätzen und sechzehn Bildern, 2019, recording 2019)
- „FANFARA“ (Sinfonia No 2, für Chor und Orchester in drei Sätzen, 12/2020, recording 01/2021)

Streichquartett:
- „String Quartet No I“ (4 Sätze: 1. Nocturno, 2. Attacco, 3. Vita di Campagna, 4. Zanzara, 2019, recording 2019)
- „String Quartet No II“ (3 Sätze: 1. Andante con dilicatezza, 2. Sostenuto calmo, 3. Allegro nervoso; 2019, recording 2019)

Klavier:
- „Frühe Klavierstücke“ (1981; UA Kolleg. Kalksburg 1981; 1983-1986)
- „Zustandsbilder“ (7 Stücke für Klavier, 1990)
- „Klaviersuite“ (1989)
- „Lautes Schweigen 1“ (für Klavier, 1994; UA Mariahilfer Musiktage 1995)
- „Schmutzige Schuhe“ (für Klavier; 1995)
- „obsessive piano part one“ (one moment, prestissimo, kitsch, run!, attack, quiet, obsessive one, far away, why not, blueslike, continuum, variation about one moment, 1998, CD 1999, UA Bösendorfer-Saal Wien 1999)
- „obsessive piano part two“ (another moment, tight, nearly nothing, fragment, for I., up, obsessive two, places, partita, pulses, farewell, 1998, CD 2000, UA Bösendorfer-Saal Wien 1999)
- „dark side“ (piano solo, 2000, CD 2000, UA Bösendorfer-Saal Wien 2000)
- „bright side“ (piano solo, 2009, UA Bösendorfer-Saal Wien 2009, live-recording 2009)
- „Sonata in B“ (1. Andante nigrum, 2. Largo claro, 3. Presto furioso; 2018, recording 2019)

Gitarre:
- „Gedanke an P. G.“ (für Gitarre solo, 1995; UA Mariahilfer Musiktage 1995)

Holzbläser:
- „GE“, „Labyrinth“ (für Klarinette in B solo, 1993)
- „Raum und Zeit“ (für Bläserquintett und Klavierecho, 1995)
- „zeitlos“ (für Blockflötentrio, 1996)

Blechbläser:
- „Fanfare“ (für Blechbläserquintett, 1996)

Gemischte Besetzung:
- „Quintett für 2 Kl., Vl., Va., Vc.“ (1994)
- „Es ist was es ist“ (für 4 große Flöten und Klavier, 1994; UA Burg Perchtoldsdorf 1996)
- „between“ (für SensOrg, Kontrabass, Klavier-concept Klavier G.Weidinger, SensOrg: T.Ungvary, Bass: A. Roidinger, 1998, UA Gr.Sendesaal ORF Wien 1998, live-recording 1998)
- „weinberg 99“ (für Kontrabass und Klavier, 1999, CD 2000, UA Elektronischer Frühling 2000 in Wien)
- „burn“ (Konzert für Klavier und live- electronics, in one movement, 2000-2001, CD 2001 UA 2001 Wien Alte Schmiede, recording 2001)
- „INTO THE LIGHT“ (Konzert für Klavier, live-electronics und Stimme, 2007, UA Tanztheater Maar in Perchtoldsdorf Mai 2007, live recording 2009)
- „Mozart-Splitter I-IV“ (für Klavier, Klarinette in B und Streichquartett, 2020, Recording März 2020 OGTCM-Studio)

Chor:
- „Now O Now“ (Terzett für Sopran, Alt 1, Alt 2; 1995)
- „Chor der Engel“ (für gemischten Chor a cappella, 1996)
- „DISTROFIA“ (für Chor und Orchester in drei Sätzen in sechzehn Bildern, 2019, recording 2019)
- „FANFARA“ (Sinfonia No 2, für Chor und Orchester in drei Sätzen, 12/2020, recording 01/2021)

Lied/songs:
- „Englische Lieder“ (für Singstimme und Gitarre nach eigenen Texten, 1987)
- „Lieder nach Gedichten von Gerda Hagenau“ (für hohe Stimme und Klavier, 1991)
- „Auf dem Maskenball“ (Lied für Mezzosopran und Klavier, 1992)
- „nicht mehr“ (Lied für Sopran und Klavier, eigenes Gedicht, 1993)
- „Königstein/Taunus“ (nach dem gleichn. Gedicht von Rosa Ausländer, Sopran u. Klavier 1995)
- „Verschränkungen“ (Liederzyklus für Sopran und Klavier nach Gedichten von Renate Lerperger, 1997, UA Elektronischer Frühling Wien 1998, recording 1999)

Elektroakustische Musik:
- „Tonbandstücke `86“ („Hallo“, „Schrei“, u. a.; UA Schloß Sachsengang 1994)
- „Tonbandstücke `95“ („Mäh“, „7 Studien“, u. a.; UA Institut f. Elektr. ak. Wien 1995)
- „STRQU 20“ (für DAT, ELAK 1995; UA Institut f. Elektr. ak. Wien 1995)
- „requiem“ (für DAT, ELAK 1996, UA Festival für Absolute Musik - Allentsteig, Juli 1996, 2. Preis beim XVIII. Internat. Kompositionswettbewerb „Luigi Russolo 1996“, Varese, Italien-CD 1996)
- „Momente“ (für DAT, flat field 1998, UA Elektronischer Frühling Wien 1998, 2. Preis ohne Vergabe des 1. Preises beim XX.Internat. Kompositionswettbewerb „Luigi Russolo 1998“, Varese, Italien-CD 1998)
- „Odyssee 2090“ (für DAT, flat field 1998, UA Hochschule für Musik 1999)
- „Dunkelsein“ (Version für live-electronics, Version für DAT, flat field 1999, UA Hochschule für Musik Wien 1999)
- „burn“ (Version für DAT, Version für ADAT 8-Kanal, flat field 2001)
- „REQUIEM für Franziska“ (57 Minuten, Version für Stimme, Live-Elektronics und Klavier, 2018, recording 2018)